# Droga wojewódzka nr 256
Droga wojewódzka nr 256 (DW256) – droga wojewódzka w województwie kujawsko-pomorskim łącząca Włóki z bydgoską dzielnicą Fordon. Trasa biegnie równolegle do koryta Wisły.

## Miejscowości przy trasie
- Włóki
- Trzęsacz
- Gądecz
- Strzelce Dolne
- Bydgoszcz – Fordon